# Derdas III z Elimei
Derdas III (gr.: Δέρδας, Dérdas) (zm. po 348 p.n.e.) – ostatni król Elimei w latach ok. 360-348 p.n.e. Pierwszy syn Derdasa II, króla Elimei. Jego siostra Fila była drugą żoną Filipa II, króla Macedonii. W r. 348 p.n.e. został pojmany w Olincie przez szwagra, który wcielił jego królestwo do Macedonii. Prawdopodobnie nie przeniósł się na dwór macedoński, lecz uciekł. Nie wiadomo, gdzie i kiedy zmarł.